# Jacques Willems
Jacques, baron Willems (Brugge, 18 september 1939) is een Belgisch emeritus hoogleraar in energie, elektrotechniek, elektronica en werktuigkunde.

## Biografie
Willems werd geboren in Brugge. Na zijn klassieke humaniora aan het Sint-Barbaracollege te Gent waar hij Grieks-Latijn studeerde en een voorbereidend wetenschappelijk jaar aan het Sint-Amanduscollege, studeerde hij eerst burgerlijk werktuigkundig-elektrotechnisch ingenieur aan de universiteit Gent en vervolgde zijn studies aan het MIT (Verenigde Staten).
In 1964 werd hij assistent aan de Gentse universiteit, in 1972 docent en in 1973 werd hij tot gewoon hoogleraar benoemd. Hij werd hoofd van de vakgroep elektrische energietechniek. Hij is een internationaal specialist in de analyse van elektrische netten en de dynamica van systemen.
Willems was van 1988 tot 1992 decaan aan de faculteit Ingenieurswetenschappen en Architectuur.
In 1993 volgde hij Leon De Meyer op als rector van de universiteit. Vier jaar later werd hij herkozen. Onder Willems' beleid dat eindigde in 2001 kwamen diverse belangrijke realisaties tot stand: een sterke vooruitgang in de vernieuwing en de kwaliteitszorg in het onderwijs, meer aandacht voor de internationale relaties, meer verantwoordelijkheid voor de faculteiten en enkele belangrijke investeringen.
Omwille van zijn wetenschappelijke carrière en rectoraat aan de Universiteit Gent werd Willems in 2002 door koning Albert II in de erfelijke adelstand verheven met de persoonlijke titel van baron en erfelijke titel jonkheer/jonkvrouw. In 2004 ging hij met emeritaat.
Jacques Willems is lid van de Klasse Technische Wetenschappen van de KVAB (Koninklijke Vlaamse Academie van België voor Wetenschappen en Kunsten). Hij was Bestuurder van de Klasse Technische Wetenschappen in 2013 en 2014 en ondervoorzitter van de Academie in 2015 en 2016. Hij is voorzitter van de Universitaire Stichting sedert 2001. 
Op een academische zitting in het gemeentehuis van Maldegem kreeg hij een laudatio van Etienne Vermeersch en een oorkonde van ereburgerschap uit handen van burgemeester Johan De Roo.